# Вениамин (Костаки)

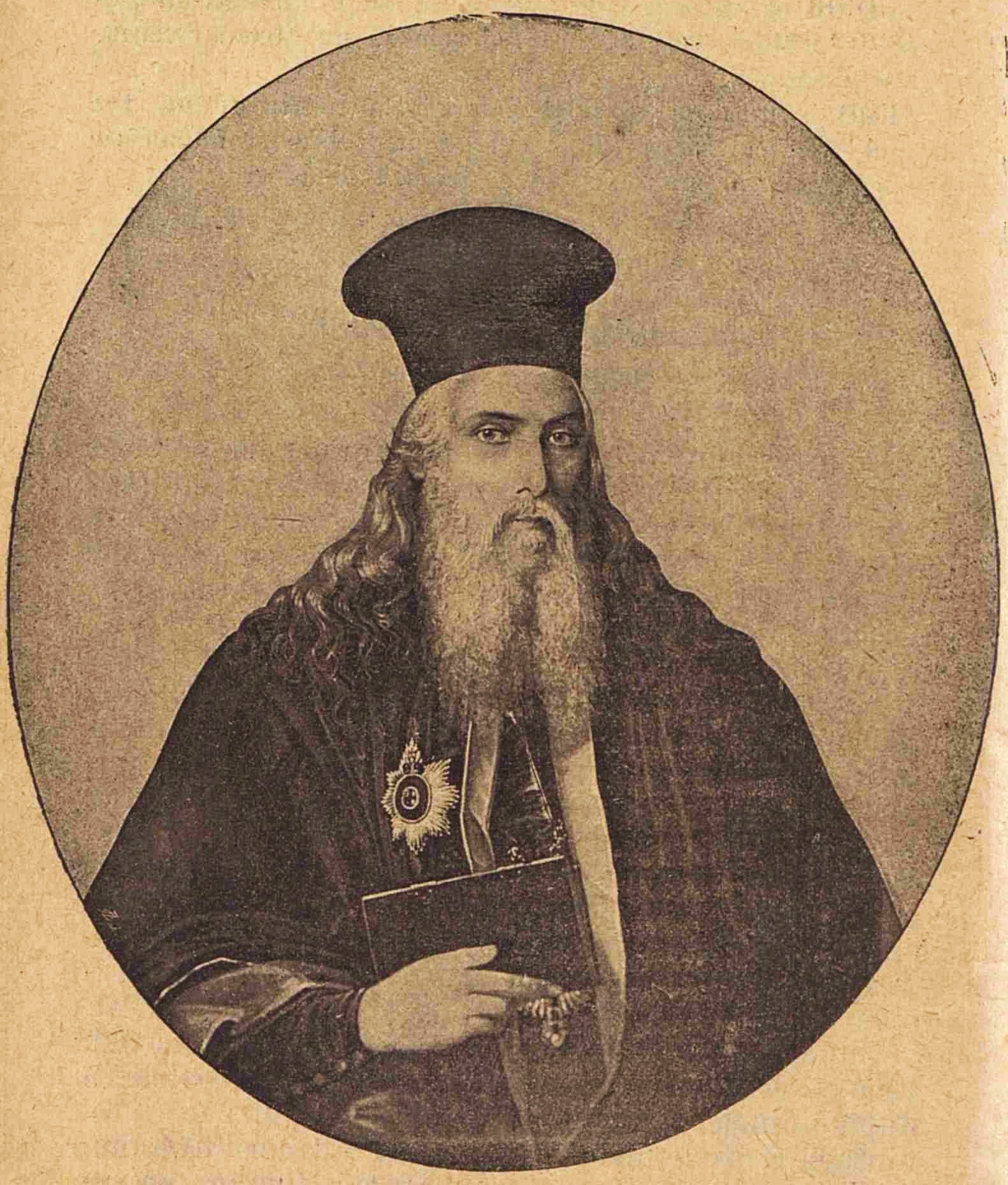
Портрет митрополита Вениамина

Митрополи́т Вениами́н (молд. Митрополитул Вениамин, в миру Василий Костаки; молд. Василе Костаки; 20 декабря 1768, Рошиешть, Молдавское княжество — 18 декабря 1846, Слатинский монастырь, Молдавское княжество) — румынский епископ Константинопольского патриархата; митрополит Молдавский в 1803—1842 годы (с перерывами).
Господарь Молдавского княжества в 1807—1812 годах и в 1821 году.

## Биография
Вениамин Костаки родился 20 ноября 1768 года в селе Рошиешть Молдавского княжества (ныне жудец Васлуй Румынии). Его родители принадлежали к древней и известной в истории Молдавии боярской семье Болдур. Учился в греческой школе при монастыре Трёх Святителей в Яссах. В 1783 году был пострижен епископом Хушским Иаковом (Стомати). В 1788 году митрополит Молдавский Леон (Теукэ) призвал его в митрополию в Яссы, рукоположив в иеромонаха и сделав его великим экклесиархом кафедрального собора.
В марте 1789 года был назначен игуменом в монастырь св. Спиридона в Яссах. 26 июня 1792 года был выбран во епископа Хушского вместо епископа Иакова; 1 июня 1796 года был избран епископом Романским. 18 марта 1803 года избран митрополитом Молдовы и Сучавы; управлял митрополией 40 лет — до 18 января 1842 года, исключая период 1808—1812 и 1821—1832. В 1807 и 1821 был наместником господаря.
В 1803 году основал в Яссах (монастырь Сокола) семинарию, которой в 1840 году было присвоено его имя. В Нямецком монастыре открыл новую типографию. Всю свою жизнь провёл в заботах о народном просвещении, которому старался придать национально-румынское направление. Был похоронен в монастыре Слатина.
30 декабря 1886 года его останки были перенесены в новый кафедральный собор в Яссах.
Главные его труды: «Istoria universala bisericesca» (церковная), «Cronica Românilor a lui Cantemir», «Liturghia», «Ceaslovul», «Apostolul», «Explicarea celor septe taine», «Istoria scripturei vechiului testament».

## Сторонник присоединения Молдавии к России
В 1806 году, в начале русско-турецкой войны, сформулировал национальную цель молдаван: «Истинное счастье сих земель заключается в присоединении их к России».

## Награды
- Орден Святой Анны 1-й степени (21 февраля 1831, Российская империя)[1]

## Труды
- Carte pastorală (contra luxului în îmbrăcăminte), 10 martie 1804;
- Tâlcuirea celor şapte taine, Iaşi, 1807;
- Chiriacodromion, Mănăstirea Neamţ, 1811;
- Îndeletnicire iubitoare de Dumnezeu, Iaşi, 1815;
- Istoria Vechiului şi a Noului Testament, Iaşi 1824;
- Funie sau frânghie întreită, Iaşi 1831;
- Iubitorul de înţelepciune, 1831;
- Dumnezeieştile liturghii, 1834;
- Dihanii sau cuvinte de învăţătură, 1837;
- Piatra scandelei, Iaşi 1844;
- Îndeletnicire despre buna murire, Iaşi 1845.